# ابن أبي حسينة
أبو الفتح الحسن بن عبد الله بن أحمد بن عبد الجبار بن الحسينة السلمي (المعروف بابن أبي حسينة 998-22 تموز 1065) كان شاعرًا عربيًا في القرن الحادي عشر، وتخصص في المدح. وقد استفاد من رعاية الدولة المرداسية، وهي إمارة شيعية في حلب، مدح أمراءها في شعره كثيرًا. صدرت مؤلفاته في ديوان ابن أبي حسينة سنة 1956م.

## سيرته
وُلِد ابن أبي حسينة في معرة النعمان سنة 998م، وينتمي إلى بني سليم، وهي قبيلة عربية كبيرة ومنتشرة جغرافيًا، ومن هنا جاء لقبه السلمي. تلقى معظم تعليمه المبكر في مسقط رأسه، الذي كان في ذلك الوقت مركزًا ثقافيًا. في حوالي عام 1019، التقى ثمال بن صالح، نجل القائد المرداسي صالح بن مرداس، في بلدة الرحبة. وقد أهدى قصيدة إلى ثمال أثناء ذلك اللقاء. في عام 1022، ظهرت مهاراته الشعرية وجذبت استحسان المرداسيين. وعندما أقام الأخيرون دولتهم في حلب في عامي 1024-1025، أقام ابن أبي حسينة هناك ووقع تحت رعاية المرداسيين. وقد خصص لهم قصائد عديدة في مدح فضائلهم وفتوحاتهم، وتصديهم لغزوات الروم (البيزنطيين).
في عام 1045، أرسل ثمال، أمير حلب آنذاك، ابن أبي حسينة إلى القاهرة في مهمة دبلوماسية إلى الخليفة الفاطمي المستنصر، ووقتها كانوا يقاتلون الروم (البيزنطيين) أيضًا لإبقاء حكمهم على جنوب إيطاليا. وكتب ابن أبي حسينة كتاب المستنصر في مدحه، وأعطي لقبًا نبيلًا له، فجعله أميرًا. ثم زار دمشق وكتب قصائد في مدح جمالها وأهدى قصيدة رثاء لقاضي المدينة حمزة بن الحسين. وظل ابن أبي حسينة طوال حياته مخلصًا للمرداسيين. توفي في سروج في 22 تموز 1065.

## شِعره
كان ابن أبي حسينة متخصصًا في المدح، الذي كان يشكل معظم أعماله الأدبية. وبحسب المؤرخ ج. الركابي فإن ابن أبي حسينة تميز بجودة لغته، وظلت موضوعاته تقليدية. وفي مدحه لأمراء المرداسيين، أشاد بكرمهم وشجاعتهم ومهاراتهم القتالية وفتوحاتهم وأصولهم النبيلة، وهي كلها فضائل محترمة في الثقافة البدوية. ومع ذلك، فقد كتب أيضًا الشعر الغزلي والرثائي . وكان كثيرًا ما يرسل شعره إلى صديقه المعاصر والمقيم في بلدته أبو العلاء المعري ليقوم بالتعليق عليه. وقد نشر محمد أسعد طلاس ديوان ابن أبي حسينة في دمشق سنة 1956م. وكان الديوان يتكون من مجلدين، الأول فيه قصائد ابن أبي حسينة، والثاني فيه شرح المعري وتعليقه عليه.

## فهرس
- Rikabi، J. (1971). "Ibn Abi Hasina". في Lewis، B.؛ وآخرون (المحررون). Encyclopedia of Islam, Vol. 3 (ط. 2nd). Leiden: Brill. ISBN:90-04-08118-6.
- Zakkar، Suhayl (1971). The Emirate of Aleppo: 1004–1094. Aleppo: Dar al-Amanah. مؤرشف من الأصل في 2024-12-26.